# John the Revelator / Lilian
 (septembre 2014).
Si vous disposez d'ouvrages ou d'articles de référence ou si vous connaissez des sites web de qualité traitant du thème abordé ici, merci de compléter l'article en donnant les références utiles à sa vérifiabilité et en les liant à la section « Notes et références ».
Pour la chanson de Blind Willie Johnson, voir John the Revelator.
Singles de Depeche Mode
Suffer Well
(2006) Martyr
(2006)
John the Revelator / Lilian est un single du groupe Depeche Mode publié le 5 juin 2006 par Mute Records. Il s'agit du quatrième single extrait de l'album Playing the Angel et du quarante-quatrième de la carrière du groupe.

## Détails
C'est un double single composé de deux faces A. Martin Gore est l'auteur et le compositeur des deux titres.

## Liste des pistes
7"Mute / Bong38 (EU)
1. John the Revelator (UNKLE Dub) - 5.44
2. Lilian (Robag Wruhme Slomoschen Kikker) - 4.50

12"Mute / 12Bong38 (EU)
1. John the Revelator (Dave Is In The Disco Tiefschwarz Remix) - 7:52
2. John the Revelator (Tiefschwarz Dub) - 8:15
3. Lilian (Chab Dub) - 7:08

12"Mute / L12Bong38 (EU)
1. John the Revelator (Murk Mode Dub) - 8:35
2. John the Revelator (Boosta Club Remix) - 4:50
3. Lilian (Chab Vocal Remix) - 9:04

CDMute / CDBong38 (EU)
1. John the Revelator (Single version) - 3:14
2. Lilian (Single version) - 3:34

CDMute / LCDBong38 (EU)
1. John the Revelator ('Dave is in the Disco' Tiefschwarz Remix) - 7:54
2. John the Revelator (Murk Mode Remix) - 7:16
3. John the Revelator (UNKLE Re Construction) - 5:02
4. John the Revelator (Boosta Club Remix) - 4:50
5. John the Revelator (Tiefschwarz Dub) - 8:13

DVDMute / DVDBong38 (EU)
1. John the Revelator (live video filmed in Milan)
2. Nothing's Impossible (Bare)
3. Lilian (Chab Vocal Remix) - 9:04

Radio Promo CDMute / RCDBong38 (EU)
1. John the Revelator (Single Version) - 3:14
2. Lilian (Single Version) - 3:34
3. John the Revelator (Tiefschwarz Edit) - 3:53
4. John the Revelator (UNKLE Edit) - 3:15
5. John the Revelator (Bill Hamel's Audio Magnetics Edit) - 4:42
6. John the Revelator (Boosta Edit) - 3:54

Club Promo CDMute / PCDBong38 (EU)
1. John the Revelator ('Dave is in the Disco' Tiefschwarz Remix) - 7:54
2. John the Revelator (Tiefschwarz Dub) - 8:13
3. John the Revelator (Murk Mode Remix) - 7:16
4. John the Revelator (Murk Mode Dub) - 8:35
5. John the Revelator (Boosta Club Remix) - 4:50
6. John the Revelator (UNKLE Re Construction) - 5:02
7. Lilian (Chab Vocal Remix) - 9:04
8. Lilian (Chab Dub) - 7:08
9. Lilian (Pantha Du Prince Neues Holz Remix) - 6:33
10. Lilian (Pantha Du Prince Raboisen Ecke Burstah Remix) - 6:48
11. Lilian (Robag Wruhme Krazy Fückking Dub) - 6:04

Promo CDReprise / PRO-CD-101841 (US)
1. John the Revelator (Murk Mode Remix) - 7:16
2. John the Revelator ('Dave is in the Disco' Tiefschwarz Remix) - 7:54
3. John the Revelator (Tiefschwarz Dub) - 8:13
4. John the Revelator (UNKLE Re Construction) - 5:02
5. John the Revelator (Boosta Club Remix) - 4:50
6. Lilian (Chab Vocal Remix) - 9:03

Téléchargement
1. John the Revelator (Bill Hamel's Audio Magnetics Club Remix) - 7.45
2. John the Revelator (Bill Hamel's Audio Magnetics Dub) - 7.46
3. John the Revelator (Bill Hamel's Audio Magnetics Edit) - 4.42
4. John the Revelator (Boosta Edit) - 3.54
5. John the Revelator (James T. Cotton Dub) - 6.02
6. John the Revelator (Murk Miami Mix) - 9.20
7. John the Revelator (Murk Mode Remix Edit) - 3.53  [US only Download]
8. John the Revelator (Tiefschwarz Edit) - 3.53
9. John the Revelator (UNKLE Dub) - 5.44
10. John the Revelator (UNKLE Edit) - 3.19
11. John the Revelator (UNKLE Instrumental) - 4.59
12. Lilian (Chab Vocal Mix Edit) - 4.34 [US only Download]

## Classements
| Classement (2006)                  | Position |
| ---------------------------------- | -------- |
| Allemagne (Media Control AG)       | 16       |
| Danemark (Tracklisten)             | 1        |
| Espagne (PROMUSICAE)               | 2        |
| États-Unis (Dance Club Songs)      | 38       |
| Finlande (Suomen virallinen lista) | 16       |
| Hongrie                            | 5        |
| Italie (FIMI)                      | 16       |
| Royaume-Uni (UK Singles Chart)     | 18       |
| Suède (Sverigetopplistan)          | 19       |
| Suisse (Schweizer Hitparade)       | 70       |